# الطريق الأوروبي E53
الطريق الأوروبي E53 هو طريق من شبكة الطرق الأوروبية الدولية. يبدأ في بلزن
```
بجمهورية التشيك
، وينتهي في 
ميونيخ
 
بألمانيا
.
[
1
]
```